# Liste der Kulturdenkmäler in Bad König
Die folgende Liste enthält die in der Denkmaltopographie ausgewiesenen Kulturdenkmäler auf dem Gebiet  der  Stadt Bad König, Odenwaldkreis, Hessen.
Hinweis: Die Reihenfolge der Denkmäler in dieser Liste orientiert sich zunächst an Stadtteilen und anschließend der Anschrift, alternativ ist sie auch nach der Bezeichnung, der vom Landesamt für Denkmalpflege vergebenen Nummer oder der Bauzeit sortierbar.
Kulturdenkmäler werden fortlaufend im Denkmalverzeichnis des Landes Hessen durch das Landesamt für Denkmalpflege Hessen auf Basis des Hessischen Denkmalschutzgesetzes (HDSchG) geführt. Die Schutzwürdigkeit eines Kulturdenkmals hängt nicht von der Eintragung in das Denkmalverzeichnis des Landes Hessen oder der Veröffentlichung in der Denkmaltopographie ab.

Das Vorhandensein oder Fehlen eines Objekts in dieser Liste ist keine rechtsverbindliche Auskunft darüber, ob es Kulturdenkmal ist oder nicht: Diese Liste entspricht möglicherweise nicht dem aktuellen Stand der offiziellen Denkmaltopographie. Diese ist für Hessen in den entsprechenden Bänden der Denkmaltopographie Bundesrepublik Deutschland und im Internet unter DenkXweb – Kulturdenkmäler in Hessen einsehbar. Auch diese Quellen sind, obwohl sie durch das Landesamt für Denkmalpflege Hessen aktualisiert werden, nicht immer aktuell, da es im Denkmalbestand immer wieder Änderungen gibt.
Eine verbindliche Auskunft erteilt allein das Landesamt für Denkmalpflege Hessen.
Nutze diese Kartenansicht, um Koordinaten in der Liste zu setzen. In dieser Kartenansicht sind Kulturdenkmale ohne Koordinaten mit einem roten bzw. orangen Marker dargestellt und können in der Karte gesetzt werden. Kulturdenkmale ohne Bild sind mit einem blauen bzw. roten Marker gekennzeichnet, Kulturdenkmale mit Bild mit einem grünen bzw. orangen Marker.

## Kulturdenkmäler nach Ortsteilen

### Bad König
| Bild                           | Bezeichnung                                     | Lage | Beschreibung | Bauzeit   | Objekt-Nr. |
| ------------------------------ | ----------------------------------------------- | --- | --- | --------- | ---------- |
| Bild gesucht BW                | Gesamtanlage Bad König                          | Lage | Die Gesamtanlage umfasst den Komplex der ehemaligen Residenz der Grafen von Erbach-Schönberg mit Altem und Neuem Schloß, Wirtschaftsgebäuden und dem Lustgarten hinter der evangelischen Kirche, sowie den historischen Ortskern in seiner ursprünglichen Ausdehnung. Die Gesamtanlage wird im Süden durch den ehemaligen Lustgarten begrenzt, im Westen durch die Wirtschaftsgebäude des Schlosses, die nördliche Schulstraße und die Bachgasse, im Norden durch die Bachgasse sowie durch die Anwesen Alexanderstraße 5 und 6 und durch den Verlauf des Kimbachs. Im Osten verläuft die ursprüngliche Ortsgrenze zwischen Kimbach und Mühlbach. Die westliche Elisabethenstraße sowie die nördliche Alexanderstraße sind aus der Gesamtanlage ausgeklammert, weil das Gefüge dort durch Abbrüche und Neubauten erheblich gestört ist. |           | 11781 DDB  |
| weitere Bilder                 | Gasthaus „Zum Roß“                              | Alexanderstraße 3 LageFlur: 1, Flurstück: 29/2                                                           | Zweistöckiges traufständiges verschindeltes Fachwerkgebäude, an der zur Straße gelegenen Traufseite mit mittigem Zwerchhaus. Das Gebäude stammt im Kern aus der Zeit um 1700. Das barocke Fachwerk von Obergeschoss und Zwerchhaus ist unter der Verschindelung erhalten geblieben. Das Erdgeschoss wurde im 19. Jahrhundert massiv aufgemauert. Das Zwerchhaus hatte einst einen hölzernen Balkon, der in jüngerer Zeit, vielleicht im Zuge der Verschindelung, verloren ging. | um 1700   | 11782 DDB  |
| Fachwerk 1680                  | Wohnhaus                                        | Alexanderstraße 4 LageFlur: 1, Flurstück: 310                                                            | Zweistöckiges giebelständiges Fachwerkhaus mit vorkragenden Geschossen. Am Eckständer datiert 1680 und mit dem Handwerkszeichen der Wagner versehen. Das Fachwerk weist Figuren und in den Brüstungsfeldern Türkenkreuze sowie Andreaskreuze auf. Das Erdgeschoss wurde in massivem Mauerwerk erneuert. Ein historischer Torpfosten beim Haus datiert 1786. | 1680      | 11783 DDB  |
| weitere Bilder                 | Friedhofskapelle mit Friedhof und Judenfriedhof | Am Kirchhof (Friedhofsweg), Bad König Außenliegend 7, Am Kirchhof LageFlur: 14, Flurstück: 89/1 und 90/3 | Der Friedhof geht auf eine alte Kapelle zurück, die auf einer leichten Anhöhe im Kimbacher Tal errichtet wurde. Die Kapelle ist nachweislich eines vermauerten Portals mit Dreieckssturz und eines zeittypischen Fensters in der Südwand sicher noch karolingischen Ursprungs und wurde im Lauf der Zeit mehrfach umgebaut. Vermutlich ist sie nach der Einhardsbasilika das zweitälteste Kirchengebäude im nördlichen Odenwald. Ihre spätgotische Vorhalle ist am Sturz des Portals datiert 1514. Die Kapelle weist einen nachträglich verlängerten eingezogenen Chor auf und ist mitsamt Vorhalle und Chor von einem steilen Satteldach bedeckt. Der Friedhof bei der Kapelle wurde 1771 angelegt. Auf dem Friedhof und in der Friedhofsmauer vermauert haben sich zahlreiche historische Grabsteine erhalten, darunter die der Grafin Auguste Caroline von Erbach-Schönberg († 1815), des Dekans Johann Adam Groh (1824–1881), des Polarforschers Karl Weyprecht (1838–1881) und der Fabrikantenfamilie Lien. Kapelle und Friedhof bilden eine Sachgesamtheit, die auch den kleinen, erst in den 1920er Jahren angelegten Judenfriedhof beinhaltet. |           | 11793 DDB  |
| Bildstein-Sockel               | Bildstein-Sockel                                | Bad König Außenliegend 13, Die Pfarrgewann LageFlur: 15, Flurstück: 1/2                                  | Überrest eines 1608 auf gräflichen Befehl abgebrochenen und zertrümmerten Bildstocks, der angeblich Gegenstand abergläubischer Verehrung geworden war. In jüngerer Zeit wurde auf den Sockel ein kleines Eisenkreuz montiert. |           | 11815 DDB  |
| Weyprechtstempel               | Weyprechtstempel                                | Bad König Außenliegend 13, Auf dem Galgenberg LageFlur: 12, Flurstück: 316                               | Oktogonaler offener Aussichtspavillon mit pagodenartigem Dach aus Zinkblech, 1882 vom Odenwaldklub an einem reizvollen Aussichtspunkt am Nordhang des Galgenbergs errichtet. | 1882      | 11819 DDB  |
| weitere Bilder                 | Bahnhof                                         | Bahnhofsplatz 1 LageFlur: 9, Flurstück: 407/19                                                           | Der Bahnhof gehörte einst zur Odenwaldbahn und wurde zeitgleich mit dieser um 1870 errichtet. Ursprünglich ein zweigeschossiger Bau aus Sichtziegelwerk mit ornamentaler Gliederung durch farbige Backsteine sowie einer lebhaften Dachlandschaft mit Gauben und Türmchen. Der Mitteltrakt wurde im Lauf der Zeit aufgestockt, so dass der kleine Seitenflügel heute als vorgelagerter zweistöckiger Risalit aus einer höheren Hauptfassade hervorragt. Die Dachlandschaft wurde stark vereinfacht. Der niedrige Seitentrakt, der einst ein Walmdach mit Fledermausgaube hatte, erhielt nur noch ein Flachdach. Das aufgestockte Hauptgebäude erhielt ein einfaches Satteldach ohne Türmchen und Gauben. Das Sichtziegelwerk verschwand unter Putz. | um 1870   | 11821 DDB  |
| weitere Bilder                 | Gasthof „Wacht am Rhein“                        | Bahnhofstraße 8 LageFlur: 1, Flurstück: 720/2                                                            | Erbaut kurz nach 1900. Eckbau in ortsbildprägender Lage, zweistöckiger Fachwerkbau mit Walmdach und kleinen Gauben, an der abgeschrägten Gebäudeecke eine Darstellung des Rheintals, darüber ein Eckerker mit hochgezogenem polygonalen Dach. Erker und Gauben sind schiefergedeckt. | um 1900   | 11785 DDB  |
| weitere Bilder                 | Arbeiterwohnhaus                                | Bleichstraße 7 LageFlur: 1, Flurstück: 78/4                                                              | Zweizoniges Fachwerkgebäude aus dem späten 18. Jahrhundert. Die linke Hälfte ist ein zweistöckiger Anbau an das Nachbargebäude mit stark vorkragendem Oberstock. Die rechte Hälfte ist ein einstöckiger Vorbau aus einfacherem konstruktivem Fachwerk mit originaler Eingangstür. Bei einer Sanierung in den 1990er Jahren wurde das Fachwerk des Hauses verkleidet. | 18. Jhd.  | 11786 DDB  |
| weitere Bilder                 | Laufbrunnen („Großer Brunnen“)                  | Elisabethenstraße (Ecke Frankfurter Straße) LageFlur: 1, Flurstück: 994/1                                | An der wichtigsten Kreuzung des Ortes wurde der Brunnen 1877 in historisierenden Formen erbaut. Er hat ein oktogonales steinernes Brunnenbecken mit einer kassettierten Brüstung. Die ebenfalls achteckige Brunnensäule ist mit schmiedeeisernen verzierten Röhren und einer bekrönenden Laterne versehen. | 1877      | 11791 DDB  |
| Wohnhaus                       | Wohnhaus                                        | Elisabethenstraße 4 LageFlur: 1, Flurstück: 739/1                                                        | Giebelständiges Fachwerkhaus mit Satteldach, Wohnhaus einer dreiseitigen Hofreite. Das Erdgeschoss wurde massiv erneuert, die Giebelseite wurde in den Obergeschossen verschindelt. Das originale Fachwerk aus dem frühen 18. Jahrhundert mit weiter Ständerstellung ist nur noch an der zum Hof hin gelegenen Traufseite zu sehen. An der Giebelseite sind zwei alte Bleiglasfenster erhalten. | 18. Jhd.  | 11787 DDB  |
| Gasthaus „Zum Hirsch“          | Gasthaus „Zum Hirsch“                           | Elisabethenstraße 5 LageFlur: 1, Flurstück: 318/3                                                        | Zweistöckiges giebelständiges Fachwerkhaus mit Krüppelwalmdach. Das im Steinsockel 1807 datierte Gebäude war an der Giebelseite zur Straße längere Zeit verschindelt, an der hinteren Giebelseite wurde das Gebäude in jüngerer Zeit mit einem Fachwerkanbau verlängert. Das schmiedeeiserne Wirtshausschild aus der Bauzeit stammt von Schlossermeister Franz Schmucker (1776–1858) und zeigt einen springenden Hirsch sowie einen Löwen, dazu die Zunftzeichen der Brauer und Küfer. Das Gebäude hat aufgrund seiner Dimensionen sowie seiner Ecklage eine große Bedeutung für das an dieser Stelle durch Baulücken stark beeinträchtigte Straßenbild. | 1807      | 11788 DDB  |
| weitere Bilder                 | Ehemaliges evangelisches Pfarrhaus              | Elisabethenstraße 10 LageFlur: 1, Flurstück: 735/2                                                       | Zweieinhalbgeschossiger Putzbau mit Mansarddach und Dachgauben. Das Gebäude hat zur Straße hin drei, zum Hof hin fünf Fensterachsen. Die Freitreppe zum Hof wurde bei einer Restaurierung in jüngerer Zeit rekonstruiert. Das Gebäude war zusammen mit der Kirche einer der ersten Bauten, die nach der Übernahme des Ortes durch die Grafen von Erbach-Schönberg errichtet wurden. | 1759      | 11789 DDB  |
| weitere Bilder                 | Wohn- und Geschäftshaus                         | Elisabethenstraße 12 LageFlur: 1, Flurstück: 734                                                         | Giebelständiges zweistöckiges verputztes Fachwerkgebäude mit hohem massivem Sockelgeschoss und Krüppelwalmdach. Das im späten 18. Jahrhundert erbaute Gebäude erhielt erst in jüngerer Zeit den Schaufenstereinbau für ein Ladengeschäft im Sockelgeschoss. Das wuchtige Gebäude mit seiner barocken Form bildet den straßenbildprägenden Abschluss der älteren Bebauung der Ortsmitte. | 18. Jhd.  | 11790 DDB  |
| Bild gesucht BW                | Villa Lien                                      | Frankfurter Straße 33 LageFlur: 1, Flurstück: 420/7                                                      | Die Villa wurde von 1896 bis 1900 nach Plänen von Arthur Wienkoop für den Fabrikanten Georg Lien erbaut. Der großstädtisch dimensionierte Putzbau weist Gliederung und Dekor aus Sandstein auf. An der linken Gebäudeecke befindet sich ein burgenartiger Eckturm mit Fachwerkaufbau, davor ragt ein von einem Schweifgiebel bekrönter Risalit aus der Fassade. Den rechten Abschluss bildet ein polygonaler Eckturm mit welscher Haube. Vorgelagert ist eine Veranda mit einem aus dem Balkon des Risalits hervorgehenden Altan. Die südwestliche Giebelseite weist einen weiteren Schweifgiebel auf. Das Gebäude wurde in jüngerer Zeit zu einer Kurklinik umgebaut, wobei die originale Innenausstattung verloren ging. Der parkartige Garten und die Einfriedung mit einem neobarocken Eingangstor stammen noch aus der Bauzeit. | 1896–1900 | 11792 DDB  |
| weitere Bilder                 | Ehemalige Oberförsterei                         | Friedrich-Ebert-Straße 10, 10a LageFlur: 11, Flurstück: 27/7 und 27/8                                    | Die 1901 als Oberförsterei erbaute Villa ist ein zweistöckiger Putzbau mit Krüppelwalmdach. Eckquaderung, Tür- und Fenstergewände sind in Sandstein ausgeführt. Dem Gebäude vorgebaut ist mittig an der Traufseite ein rechteckiger Treppenturm mit polygonalem Fachwerkaufbau, links davon eine hölzerne Veranda im Obergeschoss. Mit Turm, Veranda, Schleppgauben und verschiedenen Absätzen bietet sich eine äußerst lebendige Dachlandschaft. Zum Gebäude gehört ein großer parkartiger Garten, darin ein Kutscherhaus in schlichterer Gestaltung, aber ähnlich qualitätvoller Ausführung wie das Hauptgebäude. Das Gebäude wurde um 1970 zur Kurklinik umgebaut. | 1901      | 11794 DDB  |
| Hofmanns Zigarrenfabrik        | Hofmanns Zigarrenfabrik                         | Friedrich-Ebert-Straße 30b LageFlur: 11, Flurstück: 39/8                                                 | Repräsentativer zweigeschossiger Massivbau | 1871      | 675108 DDB |
| Villa „Tramontana“             | Villa „Tramontana“                              | Friedrich-Ebert-Straße 40, 42 LageFlur: 11, Flurstück: 50/11 und 50/12                                   | Die Villa (Nr. 40) und das benachbarte Ateliergebäude (Nr. 42) wurden 1905 für das Künstlerehepaar Mühlhäuser erbaut. Die Villa ist ein vielfach gegliederter, formenreicher Baukörper mit Stilmerkmalen des Historismus und des Jugendstils. Die Villa weist zahlreichen Bauschmuck auf, u. a. Reliefs von Tieren und Frauenköpfen in den Bossenquadern des Sockels. Auch im Inneren der Villa findet sich zahlreicher Bauschmuck, darunter geschnitzte Märchenfiguren in der Täfelung des Treppenhauses. Das benachbarte Atelier ist unscheinbarer Zweckbau, der aber mit den geschnitzten Säulen seines Portikus ebenfalls vom Kunstsinn der Erbauer kündet. | 1905      | 11795 DDB  |
| Tempel „Karolinengrün“         | Tempel „Karolinengrün“                          | Großeichels (am Fuß des Eichels) LageFlur: 25, Flurstück: 1/1                                            | Kleiner offener Unterstand mit Treppenanlage und Kegeldach auf Säulen, den 1837 Graf Ludwig von Erbach-Schönberg am Waldrand aus Dank für die dankbare Aufnahme seine Gattin errichten ließ. | 1837      | 11817 DDB  |
| weitere Bilder                 | Katholische Pfarrkirche St. Johannes            | Jahnstraße 12 LageFlur: 1, Flurstück: 670/5                                                              | Die 1929 nach Plänen des örtlichen Architekten Mühlhäuser erbaute Johanneskirche ist ein blockhafter Baukörper, der ringsum mit Sandsteinrustika verkleidet ist und im Westen seinen Abschluss in einem gedrungenen eingerückten Turm findet. Die Kirche greift Gestaltungselemente des Werkbunds auf, indem der wuchtige Baukörper die Schwere des verwendeten Materials zum Ausdruck bringt. Die außen am Turm angebrachte Kreuzigungsgruppe aus Keramik wurde von Reinhold Ewald aus Hanau gestaltet und in der örtlichen Töpferei Walther gefertigt. | 1928/29   | 11796 DDB  |
| Bild gesucht BW                | Hamburger Zigarrenfabrik                        | Kimbacher Straße 79 LageFlur: 1, Flurstück: 125/5                                                        | Zehnachsiger Backsteinbau auf Kellergeschoss aus Sandstein. Die Fabrik wurde von dem Hamburger Fabrikanten Carl Mühle erbaut und bot 120 Menschen Platz. Das Gebäude wurde bis 1936 als Zigarrenfabrik genutzt. Während der 2016 begonnenen Sanierung fanden Sonderausstellungen des Technikmuseums TECMUMAS statt. Zum Tag des offenen Denkmals 2021 eröffnete das Technikmuseum mit monatlichen Öffnungswochenenden. | 1894      | 404452 DDB |
| Bild gesucht BW                | Groh-Mühle                                      | Kimbacher Straße 215, Bei der Grohmühle LageFlur: 14, Flurstück: 211/1, 512                              | Die Groh-Mühle ist die älteste Mühle in Bad König. Sie wurde bereits 1477 als Kraen moln urkundlich erwähnt. Das heutige Mühlengebäude ist im Kern noch spätmittelalterlich, entstand im Wesentlichen jedoch erst im 18. Jahrhundert als einstöckiges Fachwerkgebäude auf massivem Sockelgeschoss mit Krüppelwalmdach. Im Sockelgeschoss befanden sich Stall und Kellerräume. Die Mühlentechnik befand sich in einem im Erdgeschoss massiv aufgemauerten Quertrakt mit Fachwerkgiebel. Bei der Mühle sind auch Reste des Mühlgrabens erhalten. |           | 11797 DDB  |
| Bild gesucht BW                | Künzels-Mühle                                   | Kimbacher Straße 217 LageFlur: 14, Flurstück: 208/2                                                      | Ein Vorgängerbau wurde als Neue Mühle bereits 1554 erwähnt. Das heutige Gebäude wurde im 19. Jahrhundert in Fachwerkbauweise auf einem massiven Sockel errichtet, das Fachwerk ist teilweise verschindelt. Mühlrad und Mahlwerk mit verschiedenen Mahlgängen sind erhalten. |           | 11798 DDB  |
| weitere Bilder                 | Ehemaliges Wirtshaus „Zur Sonne“                | Mühlstraße 16 LageFlur: 1, Flurstück: 36                                                                 | Massiges zweistöckiges Fachwerkhaus mit geschnitzten Balustern an den Eckständern des Obergeschosses. Im Fachwerk datiert 1681 ist das Haus in städtebaulich bedeutender Lage eines der ältesten Gebäude des Ortes. Inzwischen verputzt, ist das originale Fachwerkgefüge noch weitgehend unversehrt erhalten. Auch die Fenster haben noch die kleinen Dimensionen der Bauzeit und wurden nicht wie bei anderen Häusern später vergrößert. | 1681      | 11800 DDB  |
| Wohnhaus                       | Wohnhaus                                        | Mühlstraße 18 LageFlur: 1, Flurstück: 53/1                                                               | Zweistöckiges giebelständiges Fachwerkhaus mit deutlichem Stockwerksüberstand und Satteldach an der städtebaulich wichtigen platzartigen Ausweitung der Mühlgasse. Das Haus aus dem Jahr 1751 war das Wohnhaus einer ansonsten abgegangenen Hofreite. | 1751      | 11801 DDB  |
| Wohnhaus                       | Wohnhaus                                        | Mühlstraße 20 LageFlur: 1, Flurstück: 53/1                                                               | Zweistöckiges Fachwerkhaus mit Satteldach, am Eckständer datiert 1738. Das Haus bildet mit dem benachbarten Gebäude Mühlstraße 18 ein reizvolles Fachwerk-Ensemble und stellt gleichermaßem einen baulichen Riegel innerhalb des Oberdorfes dar. | 1738      | 11802 DDB  |
| Wohnstallhaus                  | Wohnstallhaus                                   | Mühlstraße 22 LageFlur: 1, Flurstück: 43                                                                 | Einstöckiges Wohnstallhaus aus dem 18. Jahrhundert, ausgeführt als Fachwerkbau über massivem, als Keller und Stall genutztem Sockelgeschoss mit Schiebestein im Kellerfenster. Das Haus wurde in jüngerer Zeit unsachgemäß verputzt und hat neuere Anbauten zur Seite und nach hinten. Aufgrund seiner Lage in der Sichtachse der Mühlgasse und wegen seines maßstabgebenden Charakters für das Oberdorf gilt das Haus als Kulturdenkmal. | 18. Jhd.  | 11803 DDB  |
| weitere Bilder                 | Ehemalige Stadtmühle                            | Mühlstraße 28, Mühlstraße 11 LageFlur: 1, Flurstück: 19/4, 19/5                                          | Mit der Mulln im Dorf wurde 1477 bereits eine Mühle an dieser Stelle erwähnt. Das heutige Gebäude wurde kurz vor 1800 erbaut und ist als zweistöckiger Fachwerkbau mit Krüppelwalmdach ausgeführt. Das Mühlrad ist an der Ostseite des Gebäudes erhalten. Zur Mühle gehört eine benachbarte, etwa gleichaltrige Stallscheune ähnlichen Bautyps mit korbbogenartig geschwungenen hölzernen Torbalken. Vor der ehemaligen Mühle befindet sich ein historischer Hausgarten, der eine Einfriedung aus beknauften Sandsteinpfosten aufweist. Zusammen bildet das historische Ensemble den oberen Abschluss der platzartigen Ausweitung der Mühlgasse. |           | 11804 DDB  |
| weitere Bilder                 | Laufbrunnen                                     | Mühlstraße (vor Nr. 28) LageFlur: 1, Flurstück: 998                                                      | Der Brunnen vor der Mühlgasse 28, an der Stelle, an der der heute verdolte Mühlbach einst offen floss, stammt aus der Mitte des 19. Jahrhunderts und ist der älteste Brunnen in Bad König. Das Wasser fließt aus einer rechteckigen Sandstein-Brunnensäule mit Abakusplatte und Kugelbekrönung in zwei seitlich davon befindliche, große gusseiserne Wannen. In der jüngeren Vergangenheit wurde der Brunnen geringfügig versetzt. | 19. Jhd.  | 11805 DDB  |
| Bild gesucht BW                | Wohnhaus                                        | Sackgasse 7 LageFlur: 1, Flurstück: 33/1                                                                 | Zweistöckiges Fachwerkwohnhaus mit Satteldach, unter der Verschindelung des Oberstocks am Eckständer datiert 1667. Das Erdgeschoss wurde in jüngerer Zeit mit Backstein und Bimsbeton neu aufgemauert. Das Gebäude stammt aus der Zeit des Wiederaufbaus der Bauernhäuser nach dem Dreißigjährigen Krieg und ist das älteste Haus in Bad König, weswegen es trotz der entstellenden Umgestaltung des Erdgeschosses zum Kulturdenkmal erhoben wurde. | 1667      | 11807 DDB  |
| weitere Bilder                 | Wohnhaus                                        | Schloßplatz 1 LageFlur: 1, Flurstück: 22                                                                 | Das zweistöckige Fachwerkgebäude auf massivem Sockelgeschoss wurde 1792 vom Schultheiß und späteren Bürgermeister J. M. Schick erbaut. Das Gebäude wird auch verschiedentlich als „altes Pfarrhaus“ bezeichnet. | 1792      | 11799 DDB  |
| Ehemaliges Rathaus und Rentamt | Ehemaliges Rathaus und Rentamt                  | Schloßplatz 2 LageFlur: 1, Flurstück: 5                                                                  | Der siebenachsige Bruchsteinbau mit Walmdach und großer mittiger Rundbogeneinfahrt mit Quaderrahmung im Erdgeschoss wurde 1804 als letztes herrschaftliches Gebäude am Schlossplatz errichtet. Das Gebäude war zunächst Rentmeisterei der Grafen von Erbach-Schönberg und später Rathaus des Ortes. Eine umfassende Sanierung des Gebäudes fand 1985/86 statt. | 1804      | 11808 DDB  |
| weitere Bilder                 | Schloss mit Lustgarten                          | Schloßplatz 3, 5 und 6, Schloßplatz LageFlur: 1, Flurstück: 2/2, 2/3, 3, 759/3–7                         | Der Schlosskomplex in Bad König war bis etwa 1927 Sitz der Grafen und späteren Fürsten von Erbach-Schönberg. Zentrum des Schlosskomplexes ist das Alte Schloss auf steinernem Unterstock aus dem 15. oder 16. Jahrhundert, das um 1625 verändert wurde und in der zweiten Hälfte des 18. Jahrhunderts neue verputzte Fachwerk-Obergeschosse erhielt. Das zweistöckige Gebäude hat im ersten Stock nach Norden zum Schlossplatz 15 Fensterachsen und ist von einem nach vorne abgewalmten Dach bedeckt. Nach Süden hin hat das Alte Schloss noch zwei Querflügel. Im Inneren befindet sich ein bemerkenswerter stuckierter Gartensaal von 1792/93. Es dient seit 1993 als Rathaus. Das alte Schloss ist über einen Verbindungsbau mit dem Neuen Schloss (auch Graf-Christians-Bau genannt) verbunden, das vor 1993 als Rathaus diente. Der zweigeschossige spätbarocke Putzbau mit dezenter Werksteingliederung, neun Fensterachsen und Mansarddach mit mittigem Schweifgiebelerker wurde 1792/93 nach Plänen von Franz Ludwig von Cancrin von Werkmeister Johann Adam Becker aus Miltenberg erbaut. Bemerkenswert im Inneren sind die Holztreppe und die Stuckdecken. Aus der gleichen Bauzeit wie das Neue Schloss sind die umgebenden Wirtschaftsgebäude sowie der 1794 angelegte Lustgarten, der zunächst in italienischem Stil angelegt war und im 19. Jahrhundert zum Landschaftsgarten umgestaltet wurde. Im Lustgarten befindet sich teilweise noch alter Baumbestand sowie ein Kriegerdenkmal für die Gefallenen des Krieges von 1870/71. |           | 11809 DDB  |
| weitere Bilder                 | Evangelische Kirche                             | Schloßplatz 4, 2 LageFlur: 1, Flurstück: 1, 5                                                            | Der älteste Teil der Kirche, die einst einen ummauerten Wehrbezirk oberhalb des Alten Schlosses bildete, ist der Turmstumpf, der 1479 unter Schenk Georg von Erbach erbaut wurde. Unter dem aufgesattelten Turmaufbau mit Spitzhelm ist noch der alte Zinnenkranz des Turms erhalten. Das Langhaus der Kirche wurde in spätbarockem Stil 1750/51 unter Georg August von Erbach-Schönberg erbaut und hat seine bauzeitliche Ausstattung im Wesentlichen erhalten, darunter die 1751 erbaute Orgel von Johann Georg Hugo aus Aschaffenburg. | 1479/1750 | 11810 DDB  |
| Wohnhaus                       | Wohnhaus                                        | Schulstraße 2 LageFlur: 1, Flurstück: 758                                                                | Zweigeschossiges Fachwerkhaus mit vorkragenden Geschossen und Satteldach, am Eckständer datiert 1710. Das Gebäude weist das für den Odenwald typische schlichte Fachwerk mit geschosshohen Streben auf und enthält lediglich ein einzelnes Andreaskreuz in einem der Brüstungsfelder des Obergeschosses. Die zugehörige Scheune wurde 1810 erbaut. Aufgrund seiner Ecklage am Schlossplatz ist das Gebäude städtebaulich bedeutend. | 1710      | 11811 DDB  |
| weitere Bilder                 | Alte Schule                                     | Schulstraße 7 LageFlur: 1, Flurstück: 744                                                                | Dreigeschossiges Gebäude mit Zeltdach, am Portal datiert 1852. Die beiden unteren Geschosse sind aus unverputztem Sandstein ausgeführt, das zweite Obergeschoss aus verschindeltem Fachwerk. Das in klassizistischer Strenge geplante Gebäude hat drei Fensterachsen. Nordwestlich schließt sich ein zweigeschossiger Seitentrakt mit Satteldach an. | 1852      | 11812 DDB  |
| Bild gesucht BW                | Wohnhaus                                        | Schwimmbadstraße 8 LageFlur: 1, Flurstück: 579/2                                                         | Zweigeschossiger Fachwerkbau mit leicht vorkragenden Geschossen und Krüppelwalmdach mit Schleppgauben. Das am Keller 1810 datierte Gebäude ist das Wohnhaus einer ansonsten abgegangenen Hofreite und weist nach hinten eine Verlängerung mit Erdgeschosslaube auf. Die Westfassade des Gebäudes ist verschindelt. Aufgrund seiner Lage in Sichtachse zur Altstadt hat das Gebäude städtebauliche Bedeutung. | 1810      | 11813 DDB  |
| Wegweiserstein                 | Wegweiserstein                                  | Von Hanau nach Eberbach (Straße nach Zell („Leuersruh“)) LageFlur: 2, Flurstück: 162/10                  | Der um 1820 gesetzte, etwa 1,70 Meter hohe Vierkantpfeiler aus Sandstein zeigt zwei als Relief eingemeißelte richtungweisende Hände sowie die Entfernungsangaben nach Michelstadt und Kirchbrombach in Stunden. | um 1820   | 11818 DDB  |
| Bild gesucht BW                | Sachteil: Bierkeller                            | Weyprechtstraße 29 LageFlur: 1, Flurstück: 665/2                                                         | Erdkeller mit Bruchsteinfassade unter einem Gebäude, am Scheitel des rundbogigen Portals befinden sich die Initialen PJD und die Datierung 1841 sowie das Zunftzeichen der Brauer. Da solche Keller in der Umgebung selten sind, wurde dieser als Kulturdenkmal geschützt. | 1841      | 11814 DDB  |

### Fürstengrund
| Bild            | Bezeichnung      | Lage                                                    | Beschreibung | Bauzeit  | Objekt-Nr. |
| --------------- | ---------------- | ------------------------------------------------------- | --- | -------- | ---------- |
| Bild gesucht BW | Wohnhaus         | Fürstengrunder Straße 4 LageFlur: 3, Flurstück: 106/3   | Giebelständiges zweistöckiges Fachwerkhaus mit Krüppelwalmdach aus der Zeit kurz nach 1800. Ursprünglich Teil eines Vierseithofes. Die Süd- und Westfassade sind verschindelt. | um 1800  | 10656 DDB  |
| Bild gesucht BW | Keller           | Fürstengrunder Straße 14 LageFlur: 1, Flurstück: 275/4  | Gewölbter Keller mit rundbogigem ebenerdigem Portal. Aus der Portalgestaltung mit abgefasten Gewänden wird eine Entstehungszeit noch vor dem Dreißigjährigen Krieg geschlossen, so dass der Keller das älteste Bauwerk des Dorfes darstellt. |          | 10657 DDB  |
| Bild gesucht BW | Wohnhaus         | Fürstengrunder Straße 36 LageFlur: 1, Flurstück: 155/1  | Giebelständiges zweistöckiges Fachwerkhaus mit Krüppelwalmdach aus dem 19. Jahrhundert, allseitig verschindelt. Das Wohnhaus eines Vierseithofes an der Biegung der Fürstengrunder Straße hat ortsbildprägenden Charakter. | 19. Jhd. | 10658 DDB  |
| Bild gesucht BW | Ehemalige Schule | Fürstengrunder Straße 40 LageFlur: 1, Flurstück: 70/1   | Das zweistöckige Schulhaus wurde 1870 als Quaderbau in Sandstein durch Kreisbaumeister Häusel errichtet. Im Sockelgeschoss befinden sich Spritzenremise und Kellerräume, in den darüber liegenden Geschossen Schulsaal und Lehrerwohnung. Am vorderen Giebel seines Satteldaches trägt das Gebäude einen von Konsolsteinen getragenen Dachreiter.        | 1870     | 10660 DDB  |
| Bild gesucht BW | Wohnhaus         | Fürstengrunder Straße 43 LageFlur: 4, Flurstück: 195/5  | Zweistöckiges Fachwerkgebäude mit Krüppelwalmdach, Wohnhaus eines etwas abseits der Straße gelegenen Hubenhofes. Das Gebäude ist allseitig verlattet, aufgrund der natürlichen Fenstersituation ist unter der Verlattung ein originales bauzeitliches Fachwerkgefüge zu erwarten.                                                                        | um 1780  | 10661 DDB  |
| Bild gesucht BW | Laufbrunnen      | Fürstengrunder Straße 51 LageFlur: 4, Flurstück: 201/1  | Der Laufbrunnen besteht aus einer alten rechteckigen Brunnensäule aus dem 19. Jahrhundert mit profilierter Deckplatte, aus der sich das Wasser in eine neue Wanne und von dieser in eine ebenfalls neue größere, mit Steinen umfasste Anlage ergießt. Als Dorfbrunnen hat die Anlage historische Bedeutung.                                              |          | 10659 DDB  |
| Bild gesucht BW | Wohnhaus         | Fürstengrunder Straße 92 LageFlur: 5, Flurstück: 397/3  | Zweistöckiges giebelständiges Fachwerkgebäude mit Krüppelwalmdach, Wohnhaus eines etwas abseits der Straße gelegenen Hubenhofes. Das Gebäude ist am Kellersturz datiert 1803 und an der Süd- und Westfassade verschindelt. Zum Hof hin liegt das Fachwerk frei und lässt im Obergeschoss eine eigentümliche fischgrätartige Fachwerkgestaltung erkennen. | 1803     | 10662 DDB  |
| Bild gesucht BW | Tagelöhnerhaus   | Fürstengrunder Straße 109 LageFlur: 5, Flurstück: 391/2 | Einstöckiges giebelständiges Fachwerkhaus in Hanglage auf hohem massiven Sockelgeschoss und mit Satteldach, erbaut im späten 18. Jahrhundert. Die Westseite ist verschindelt, der Giebel im Norden lässt das Fachwerk erkennen. | 18. Jhd. | 10663 DDB  |

### Kimbach
| Bild            | Bezeichnung | Lage                                                       | Beschreibung | Bauzeit | Objekt-Nr. |
| --------------- | ----------- | ---------------------------------------------------------- | --- | ------- | ---------- |
| Bild gesucht BW | Wohnhaus    | Im Kimbachtal 28, 28a LageFlur: 1, Flurstück: 328/2, 328/3 | Zweigeschossiger Fachwerkbau, der den nordöstlichen Abschluss einer Hofreite bildet. Über dem hohen massiven Sockelgeschoss mit datiertem Kellerportal (1812) befinden sich zwei Fachwerkgeschosse und darüber ein Krüppelwalmdach. Die zweiläufige Freitreppe unterstreicht den repräsentativen Charakter des Gebäudes, das als qualitätvolles Beispiel spätbarocker Bauernhäuser gilt.                       | 1812    | 10666 DDB  |
| Bild gesucht BW | Wohnhaus    | Im Kimbachtal 32, 32a LageFlur: 1, Flurstück: 327/3        | Eingeschossiges Fachwerkhaus mit Satteldach. Das hohe Sockelgeschoss, vor dem sich eine zweiläufige Freitreppe erstreckt, ist massiv ausgeführt und enthält Kellerräume und Stall. Am Kellerbogen datiert 1765, ist das Gebäude das älteste des Ortes. Die Fenster des Fachwerkgeschosses wurden nachträglich zu Dreiergruppen umgestaltet. Vor dem Gebäude befindet sich eine erhaltenswerte Stellsteinreihe. | 1765    | 10667 DDB  |
| Bild gesucht BW | Stellsteine | Odenwaldbaumstraße 36 LageFlur: 1, Flurstück: 155/1, 156   | Die Stellsteinreihe bildet die gut erhaltene Begrenzung eines ehemaligen Gemüsegartens, in dem sich einst auch eine Scheune befand. Die Stellsteine sollten Wild und Schweine vom Betreten des Gartens abhalten. Im Odenwaldkreis ist diese Stellsteinreihe die, die am nördlichsten liegt. |         | 10668 DDB  |

### Momart
| Bild            | Bezeichnung          | Lage                                                                    | Beschreibung | Bauzeit  | Objekt-Nr. |
| --------------- | -------------------- | ----------------------------------------------------------------------- | --- | -------- | ---------- |
| weitere Bilder  | Wegweiserstein       | Am Mittelholzweg (am östlichen Ortsausgang) LageFlur: 1, Flurstück: 398 | Sandsteinstele mit in gotischen Lettern gestalteten Richtungsangaben nach Vielbrunn, König und Weiten-Gesäß. | 19. Jhd. | 10674 DDB  |
| Bild gesucht BW | Sachteil: Mühlwerk   | Heuselsmühle LageFlur: 1, Flurstück: 499/2                              | Im hinteren Teil des Wohnhauses von 1841 befindet sich ein funktionstüchtiges Mühlwerk, das außen von einem Wasserrad angetrieben wird. | 1841     | 10676 DDB  |
| Bild gesucht BW | Sachteil: Taubenhaus | Hohe Straße 20 LageFlur: 1, Flurstück: 6/1                              | Zweistöckiger Fachwerkbau mit Zeltdach und Wetterfahne. Das Tabenhäuschen befindet sich im Hof eines größeren Gehöfts und wurde nach dem Zweiten Weltkrieg in seiner alten Form erneuert. Als seltenes Beispiel bäuerlicher Kultur wurde es trotz seines späten Baudatums unter Denkmalschutz gestellt. |          | 10670 DDB  |
| Bild gesucht BW | Backhaus             | Hohe Straße (zw. Nr. 38 und 40) LageFlur: 1, Flurstück: 26/1            | Einstöckiges Gebäude aus Bruchstein- und Backsteinmauerwerk, mit Biberschwanz-Zeltdach und seitlich eingegliedertem Hühnerstall. An der Giebelseite weist das Backhaus geschwungene X-förmige Maueranker auf.                                                                                           |          | 10671 DDB  |
| Bild gesucht BW | Ziehbrunnen          | Hohe Straße 45 LageFlur: 1, Flurstück: 88/1                             | Ziehbrunnen aus dem 18./19. Jahrhundert, mit in Sandstein gefasster runder Öffnung und (zerbrochener) Sandstein-Deckplatte. Als seltenes Beispiel eines einst weit verbreiteten Brunnentyps unter Denkmalschutz.                                                                                        |          | 10672 DDB  |
| Bild gesucht BW | Backhaus             | Talblickstraße 22 LageFlur: 1, Flurstück: 288/3                         | An ein anderes Gebäude rückwärtig angebautes Backhaus aus Bruchstein mit Biberschwanzzeltdach, mit Sandsteintreppe und Sandsteingewände für den Hühnerstall im Sockelgeschoss. |          | 10673 DDB  |

### Nieder-Kinzig
| Bild            | Bezeichnung      | Lage                                                                      | Beschreibung | Bauzeit  | Objekt-Nr. |
| --------------- | ---------------- | ------------------------------------------------------------------------- | --- | -------- | ---------- |
| Laufbrunnen     | Laufbrunnen      | Brunnengasse LageFlur: 1, Flurstück: 255/3                                | Laufbrunnen aus der Mitte des 19. Jahrhunderts, rechteckige Sandstein-Brunnensäule mit Deckplatte. In der Brunnensäule sind Hochwassermarken der Jahre 1872 und 1924 eingeritzt. Der Brunnen ist um 1970 versiegt, wurde aber später wieder reaktiviert. | um 1850  | 10679 DDB  |
| Bild gesucht BW | Vierseithof      | Darmstädter Str. 45 LageFlur: 1, Flurstück: 203/2, 206                    | Ehemaliges Doppelgehöft, das einen großen Vierseithof bildet. Das in Hanglage errichtete, ganzseitig verschindelte, zweistöckige Fachwerk-Wohnhaus ist zur Straße hin einstöckig, zum Hof aber, wo sich das Gebäude durch die beiden Haustüren über einem Treppenpodest als Doppelhaus zu erkennen gibt, zweistöckig. Die in rechtem Winkel angebaute Fachwerkscheune des 18. Jahrhunderts steht im nördlichen Teil auf einem alten Gewölbekeller, der am Rundbogenportal 1584 datiert ist. Zwischen Wohnhaus und Scheune befindet sich ein ehemaliger Metzgerladen. | 18. Jhd. | 10680 DDB  |
| Bild gesucht BW | Pudermühle       | Darmstädter Straße 85, Im untern Dorf LageFlur: 4, Flurstück: 40/1, 47/17 | Vierseitige Hofanlage. Das zweigeschossige Fachwerkwohnhaus von 1806 weist ein Krüppelwalmdach auf. Das Fachwerk ist dreizonig gegliedert und zeigt die für den westlichen Odenwald typischen doppelten Kopfstreben. Im Westteil des Hauses ist noch ein Mühlwerk vorhanden. Die Sandsteinscheune von 1820 wurde 1875 um eine Pfeilerloggia erweitert. Den südlichen Abschluss des Hofs bildet ein massives Sandstein-Stallgebäude von 1860, das im 20. Jahrhundert erhöht wurde. Der darin befindliche Kuhstall weist eine außergewöhnliche dreischiffige Pfeilerhalle mit Kugelkappengewölbe auf. Die alte Mühle war von 1845 bis 1896 Fürstlich Löwenstein-Wertheimisches Hofgut. An der Nordwand der Scheune befindet sich noch ein herrschaftliches Wappen. |          | 10681 DDB  |
| Bild gesucht BW | Sachteil: Keller | Sandbergstraße 2 LageFlur: 1, Flurstück: 60/6                             | Alter Gewölbekeller in Ostteil einer Gaststätte, mit ebenerdigem Zugang durch ein Rundbogenportal, dessen abgefastes Sandsteingewände im Scheitelbereich unleserlich datiert ist (1560 oder 1660). Zu beiden Seiten des Portals je ein Kellerfenster mit bauzeitlichem reliefgeschmückten Schiebestein. |          | 10682 DDB  |

### Ober-Kinzig
| Bild              | Bezeichnung                       | Lage                                                                                   | Beschreibung | Bauzeit      | Objekt-Nr. |
| ----------------- | --------------------------------- | -------------------------------------------------------------------------------------- | --- | ------------ | ---------- |
| Bild gesucht BW   | Ziegelhütte (Trockenhalle)        | Am Kalkofen 24 LageFlur: 4, Flurstück: 26                                              | Offene dreischiffige Fachwerkhalle, am Giebel ausgefacht, erbaut gegen Ende des 19. Jahrhunderts. Die Halle ist eine der letzten Trockenhallen, die noch die handwerkliche Ziegelherstellung dokumentieren, und gilt daher als Kulturdenkmal. | um 1890      | 10684 DDB  |
| Spinnmädchenkreuz | Steinkreuz                        | Das untere Gesäß (An der alten Straße nach Nieder-Kinzig) LageFlur: 7, Flurstück: 81/1 | So genanntes Spinnmädchenkreuz. Steinkreuz aus Sandstein, 175 cm hoch, mit gefasten Kanten. Im Kreuzungsfeld weist das Kreuz auf beiden Seiten ein rundes Flachrelief auf, das auf der einen Seite als Scheibe, auf der anderen Seite als Rad mit Speichen ausgeführt ist. Im Kopf des Kreuzes ein Scheibenkreuz, wohl das Berufszeichen eines Müllers. |              | 10689 DDB  |
| Bild gesucht BW   | Weiler Gumpersberg                | Gumpersberger Straße 17 LageFlur: 1, Flurstück: 18                                     | Eingeschossiges Fachwerkwohnhaus einer ehemaligen vierseitigen Hofreite mit hohem Kellersockel, hofseitigem Zwerchhaus und einläufiger Freitreppe. Die Südseite ist teilweise massiv gemauert. Von der bauzeitlichen Ausstattung haben sich einige alte Butzenscheiben erhalten. Die zugehörigen Wirtschaftsgebäude sind in schlechtem Zustand oder wurden teilweise schon abgerissen.                                                                       | um 1800      | 10691 DDB  |
| Bild gesucht BW   | Weiler Gumpersberg                | Gumpersberger Straße 18 LageFlur: 1, Flurstück: 47/1                                   | Eingeschossiges Tagelöhnerhaus in verschindelter Fachwerkbauweise, teilweise unterkellert, Westseite mit massivem Mauerwerk erneuert, mit historischer Biberschwanzdeckung und alter Haustür. Zugehörig eine kleine Scheune. Durch die zurückgesetzte Lage an der Straßenbiegung hat das Gebäude ortsbildprägenden Charakter, als ärmliches Tagelöhnerhaus ist es außerdem von sozialgeschichtlichem Interesse.                                              | um 1800      | 10692 DDB  |
| Bild gesucht BW   | Sachteil: Keller                  | Hummetröther Straße 47 LageFlur: 4, Flurstück: 14                                      | Gewölbekeller mit rundbogigem Sandsteinportal, datiert 1554, daneben ein Fenster mit steinernem Kellerschieber. Das über dem Keller befindliche Fachwerkhaus ist weitgehend modernisiert. | 1554         | 10685 DDB  |
| Bild gesucht BW   | Wohnhaus                          | Hummetröther Straße 49 LageFlur: 4, Flurstück: 13/4                                    | Zweigeschossiges Fachwerkwohnhaus einer Hofreite in dreizonigem, einfachem konstruktiven Fachwerkaufbau. Die Süd- und Westseite des Hauses sind verschindelt. Der steile stehende Dachstuhl ist mit Biberschwanzziegeln gedeckt. Unter dem Westteil des Hauses befindet sich ein älterer Keller, dessen Sandsteinportal 1683 datiert ist. Die zugehörige Scheune von 1807 komplettiert die historische Hofanlage.                                            | um 1780/1800 | 10686 DDB  |
| Bild gesucht BW   | Alte Mühle / Sachteil: Haussteine | Nieder-Kinziger Straße 69, 69a, Kinzig LageFlur: 8, Flurstück: 43, 126                 | Drei Haussteine mit den Datierungen 1589, 1725 und 1845 in der aus Bruchsteinen gemauerten Westwand des Mühlengebäudes. Die Haussteine dokumentieren das hohe Alter der häufig umgebauten Mühle. Der älteste Hausstein trägt zudem ein Steinmetzzeichen. Die Steine wurden wohl in dem direkt unterhalb der Mühle gelegenen einstigen Keilsteinbruch gewonnen.                                                                                               |              | 10687 DDB  |
| Bild gesucht BW   | Wohnhaus                          | Rehweg 8 LageFlur: 6, Flurstück: 51                                                    | Zweigeschossiges Fachwerkwohnhaus, Überrest einer außerhalb der Dorflage gelegenen Hofreite. Einfache Fachwerkbauweise mit vorkragenden Obergeschossen. Das Gebäude aus dem letzten Drittel des 18. Jahrhunderts wurde nach Westen um einen modernen Anbau ergänzt. Die Fenster wurden nachträglich vergrößert. Als ältestes gut erhaltenes Fachwerkgebäude des Ortes gilt es trotz seiner einfachen Bauweise aus geschichtlichen Gründen als Kulturdenkmal. | um 1780      | 10688 DDB  |

### Zell
| Bild                           | Bezeichnung                    | Lage                                                                                                 | Beschreibung | Bauzeit | Objekt-Nr. |
| ------------------------------ | ------------------------------ | --- | --- | ------- | ---------- |
| Mangoldstein                   | Mangoldstein                   | Am hohen Berg (Friedhofsmauer) LageFlur: 3, Flurstück: 68/2                                          | Oberteil eines einstigen Bildstocks, der nachträglich in die Friedhofsmauer eingelassen wurde. Der Schaft des Bildstocks zeigt einen eingeritzten Hammer, so dass man den Bildstock als Stiftung eines mittelalterlichen Hammerherrn auffasst. |         | 10698 DDB  |
| Papierfabrik Maul und Wohnhaus | Papierfabrik Maul und Wohnhaus | Haus Finkenberg, ST. Zell Außenliegend 2, Jacob Maul-Straße 17 LageFlur: 1, 3, Flurstück: 115/8; 9/5 | Der Baukomplex des Fabrikgebäudes der Papierfabrik Maul geht auf eine im frühen 18. Jahrhundert von den Grafen von Erbach gegründete Papiermühle zurück und wurde um 1926/30 von dem aus Zell stammenden Architekten Georg Peter Klein in seiner heutigen Form errichtet. Auf dem gegenüberliegenden Hang befindet sich das zugehörige Fabrikantenwohnhaus als dreigeschossiger Steinbau mit Krüppelwalmdach und Altanvorbau mit diagonal gestelltem Ecktürmchen. Das Wohnhaus zeigt Anklänge an Stilelemente von Werkbund und Expressionismus.                        | 1926/30 | 10696 DDB  |
| Gasthaus „Zur Krone“           | Gasthaus „Zur Krone“           | Königer Straße 1 LageFlur: 1, Flurstück: 40/4                                                        | Der nördliche Haupttrakt wurde 1904 als zweistöckiges Gebäude mit Krüppelwalmdach und Zwerchhaus nach Plänen des aus Zell stammenden Architekten Georg Peter Klein errichtet. Das Erdgeschoss ist massiv ausgeführt, der Oberstock ist in verschindelter Fachwerkbauweise errichtet. 1928 erhielt das Gebäude nach Süden hin abermals nach Plänen von Klein einen gleichartigen Verlängerungsbau, der mit einem oktogonalen Eckturm abschließt. | 1904/28 | 10695 DDB  |
| Bild gesucht BW                | Ehemalige Bannmühle            | Momarter Straße 9, Am Mühlweg, Mühlgraben LageFlur: 1, Flurstück: 236, 237/1, 378, 381               | Die Bannmühle in Zell ist seit dem 16. Jahrhundert belegt. Das heutige Wohn- und Mühlengebäude ist in seinen bauzeitlichen Ziegeln datiert 1801. Es ist ein zweistöckiger winkelförmiger Fachwerkbau mit Krüppelwalmdach. Das Erdgeschoss wurde teilweise massiv erneuert, der Südgiebel ist verschindelt. Kurz nach dem Bau des Hauptgebäudes wurde 1802 auch die zugehörige Scheuer erneuert, in deren Unterbau sich bis 1816 noch Mühlrad und Mühlwerk befanden, bevor man diese ans Hauptgebäude verlegt hat. In der Mühle fand bis 1975 noch Mühlenbetrieb statt. | 1801    | 10697 DDB  |

## Abgegangene Kulturdenkmäler
| Bild                                    | Bezeichnung                                   | Lage                                                              | Beschreibung | Bauzeit  | Objekt-Nr. |
| --------------------------------------- | --------------------------------------------- | ----------------------------------------------------------------- | --- | -------- | ---------- |
| Bild gesucht BW                         | Keilsteinbrücke (abgerissen)                  | Bad König, Mümling LageFlur: 10, Flurstück: 304                   | In traditioneller Sandsteinbauweise errichtete Rundbogenbrücke aus dem 19. Jahrhundert über einen Seitenarm der Mümling. Die Brücke wurde im späten 20. Jahrhundert abgerissen. | 19. Jhd. | 11816 DDB  |
| Bild gesucht BW                         | Wohnhaus (abgerissen)                         | Bad König, Sackgasse 3 LageFlur: 1, Flurstück: 61/2               | Zweistöckiger Fachwerkbau des 18. Jahrhunderts, allseitig verschindelt, war Teil einer noch zur Gänze bestehenden Hofreite und bildete mit seiner rückwärtigen Ansicht die östliche Grenze der Altstadt. Das Wohnhaus wurde in letzter Zeit abgerissen und durch einen Neubau ersetzt. | 18. Jhd. | 11806 DDB  |
| Bild gesucht BW                         | Wohnhaus (Abbruchgen. erteilt)                | Momart, Hohe Straße 28-30 LageFlur: 1, Flurstück: 14 und 15       | |          | 10675      |
| Bild gesucht BW                         | Brücke über die Kinzig (nach 1986 abgerissen) | Nieder-Kinzig, Brunnengasse LageFlur: 1, Flurstück: 255/2         | Hausteinbrücke aus dem späten 19. Jahrhundert. Auf einem schmalen massiven Mittelpfeiler und auf einer Tragekonstruktion aus Eisenbahnschienen lagen seitlich abgerundete Sandsteinplatten auf. Die Brückenköpfe waren in Form niedriger Pfeiler gehalten. Die Brücke wies ein eisernes Geländer auf. Die Art der Konstruktion und Ausführung war äußerst selten, so dass die Brücke nicht nur aus geschichtlichen, sondern auch aus technischen Gründen als Kulturdenkmal galt. Nachdem die Brücke 1986 beschädigt wurde, hat man sie abgerissen. | um 1890  | 10678      |
| Bild gesucht BW                         | Gebäude (Abbruchgen. erteilt)                 | Ober-Kinzig, Nieder-Kinziger Straße 28 LageFlur: 5, Flurstück: 58 | |          | 11893      |
| Direkt Bild zu diesem Denkmal hochladen | Gebäude (abgerissen Aug. 85)                  | Ober-Kinzig, Weiler Gumpersberg                                   | |          | 10693      |
| Direkt Bild zu diesem Denkmal hochladen | Mümlingbrücke                                 | Zell Flur: 1, Flurstück: 314/4                                    | 1987 zerstört |          | DDB        |